# قشلاق (خوی)
قشلاق، روستایی است از توابع بخش مرکزی شهرستان خوی استان آذربایجان غربی ایران.

## جمعیت
این روستا در دهستان فیرورق قرار داشته و بر اساس سرشماری سال ۱۳۸۵ جمعیت ۱۲۰۰۰نفر (۳۰۲ خانوار)
بوده‌است.